# 서울 미타사 독성도
미타사 독성도(彌陀寺 獨聖圖)는 대한민국 서울특별시 성북구, 미타사에 있는 일제강점기의 불화이다. 2014년 7월 3일 서울특별시의 문화재자료 제60호로 지정되었다가, 2014년 7월 17일 제63호로 번호가 정정되었다.

## 지정사유
화면 하단 우측에 남아 있는 화기 내용을 통해 이 그림은 산신도와 함께 1915년 草庵世復과 錦溟運齊에 의해 조성되었음을 알 수 있다. 19~20세기의 전형적인 화면구성을 보여주는 독성도로서 당시 서울․경기지역에서 활약한 대표적 화승인 草庵世復과 錦溟運齊가 산신도와 함께 조성한 작품으로, 표현력이 다소 뒤떨어지기는 하나, 조성시기가 분명하고 보존상태가 양호하여 문화재자료로 지정할 필요가 있다.

## 조사보고서
돗자리를 깔고 앉아 경궤에 기대고 있는 독성존자와 존자에게 향을 올리고 있는 동자를 표현한 독성도로서, 뒤로는 병풍을 둘렀다. 패널 형식의 그림으로 손상 없이 원형이 잘 유지되어 있다.
미타사 소장의 산신도와 유사하게 심산유곡을 뒤 배경으로 한 화면구성을 보여주고 있는데, 세월의 흐름이 드러나 있는 노송과 폭포가 흘러내리는 절벽의 표현이 생동감 넘쳐난다. 화면 하단 우측에 남아 있는 화기 내용을 통해 이 그림은 산신도와 함께 1915년 草庵世復과 錦溟運齊에 의해 조성되었음 알 수 있다.
19~20세기의 전형적인 화면구성을 보여주는 독성도로서 당시 서울․경기지역에서 활약한 대표적 화승인 草庵世復과 錦溟運齊가 산신도와 함께 조성한 작품으로, 표현력이 다소 뒤떨어지기는 하나, 조성시기가 분명하고 보존상태가 양호하여 문화재자료로 지정할 필요가 있다.

## 참고 자료
- 서울 미타사 독성도 - 국가유산청 국가유산포털